# The Wild Racers
Pour plus de détails, voir Fiche technique et Distribution.
The Wild Racers est un film américain réalisé par Daniel Haller et Roger Corman (ce dernier non crédité), sorti en 1968.

## Fiche technique
- Titre : The Wild Racers
- Réalisation : Daniel Haller et Roger Corman, assisté de Francis Ford Coppola (non crédité)
- Scénario : Max House
- Photographie : Néstor Almendros et Daniel Lacambre
- Pays de production :  États-Unis
- Genre : Film dramatique, Film d'action
- Durée : 83 minutes
- Date de sortie :
  - États-Unis : 27 mars 1968

## Distribution
- Fabian : Joe
- Mimsy Farmer : Katherine Pearson
- Judy Cornwell : Pippy
- Warwick Sims : Charlie
- Alan Haufrect : Virgil
- David Landau : Ian
- Talia Shire
- Dick Miller